# Karel Jiránek
Karel Jiránek, křtěný Karel Theodor (3. listopadu 1856 Ledce – 18. srpna 1929 Libice nad Cidlinou), byl český spisovatel, básník, prozaik, překladatel, hudebník, hudební skladatel a učitel.

## Život
Karel Jiránek se narodil poblíž Mladé Boleslavi v obci Ledce v rodině učitele Petra Jiránka a jeho druhé ženy Anny rodem Dektrové, dcery revírníka z Dolánek. Vyrůstal v početné rodině, majíc patrně dvě nevlastní sestry z otcova 1. manželství s Annou rodem Blechovou, Annu a Františku. Vlastní sourozence, převážně bratry měl patrně tři, staršího Josefa a mladšího Aloise a Stanislava.
Po absolvování obecné školy v rodných Ledcích, navštěvoval v letech 1870-1872 nižší gymnázium v Mladé Boleslavi. Poté se odebral do Prahy, kde absolvoval učitelský ústav a varhanní školu. Následně složil potřebnou zkoušku, aby mohl vyučovat a odebral se do vsi Opočnice, kde působil zprvu jako pomocný učitel. Později působyl ve Všejanech, jakožto učitel a ředitel kůru a od roku 1888 pak v Libici nad Cidlinou, kde se krom výuky na místní škole zapojil do kulturního dění a zde také v roce 1929 zemřel.
Karel Jiránek své drobné literární práce publikoval v různých časopisech, např. Beseda učitelská, Besídka malých, Budečská zahrada, Jarý věk, Květy mládeže, Malý čtenář aj. Rovněž překládal verše pro děti z francouzštiny a němčiny, sám psal básně a prózu pro děti. Byl autorem klavírních skladeb a chrámové hudby.

## Dílo

### Literární
- 1884 Konvalinky – báječky a básničky pro čiperné dětičky[5]
  - Švanda dudák – vesnická balada ze sborníku Vánoční album
- 1887 Pomněnky z cizích luhů – básně pro mládež
- 1890 Z dětského srdéčka – báječky a básničky pro čiperné dětičky
- 1901 Král Broučků – žertovná pohádka veršem